# Parada Gamboa
A Parada Gamboa é uma das paradas do VLT Carioca, situada no Rio de Janeiro, seguida da Parada Providência. Faz parte da Linha 1, no sentido Terminal Intermodal Gentileza–Santos Dumont, da Linha 2, no sentido Praça XV–Praia Formosa e da Linha 4, no sentido Praça XV–Terminal Intermodal Gentileza.
Foi inaugurada em 2016. Localiza-se no cruzamento da rua da União com a rua Comendador Leonardo. Atende o bairro do Santo Cristo, na Zona Central da cidade.